# Norio Omura
Norio Omura (jap. 小村徳男 Omura Norio; ur. 6 września 1969 w Shimane) – japoński piłkarz, reprezentant kraju grający na pozycji obrońcy.

## Kariera klubowa
Swoją przygodę z futbolem Omura rozpoczął na Matsue Minami High School oraz Juntendo University. Od 1992 występował w zespole Yokohama F. Marinos. Największym sukcesem w barwach drużyny z Jokohamy było mistrzostwo J1 League w 1995 oraz Puchar Ligi Japońskiej w 2001. Łącznie przez 9 lat gry dla Marinos zagrał w 243 spotkaniach, w których strzelił 22 bramki. 
W 2001 zasilił szeregi zespołu Vegalta Sendai. Dwa lata później przeszedł do Sanfrecce Hiroszima. Przez 2 i pół sezonu w Sanfrecce wystąpił w 67 spotkaniach, w których trzykrotnie pokonywał bramkarzy rywali. 
Od 2006 występował w ekipie Yokohama FC. Pomógł drużynie w awansie na najwyższy poziom rozgrywkowy w Japonii. Sezon 2007 zespół z Jokohamy zakończył spadkiem do J2 League, a Omura przeniósł się do Gainare Tottori, w którym w 2008 zakończył karierę piłkarską.
| Sezon | Klub                | Kraj    | Rozgrywki | Mecze | Bramki |
| ----- | ------------------- | ------- | --------- | ----- | ------ |
| 1992  | Yokohama F. Marinos | Japonia | J1 League | 5     | 2      |
| 1993  | Yokohama F. Marinos | Japonia | J1 League | 29    | 0      |
| 1994  | Yokohama F. Marinos | Japonia | J1 League | 33    | 3      |
| 1995  | Yokohama F. Marinos | Japonia | J1 League | 43    | 5      |
| 1996  | Yokohama F. Marinos | Japonia | J1 League | 24    | 5      |
| 1997  | Yokohama F. Marinos | Japonia | J1 League | 9     | 0      |
| 1998  | Yokohama F. Marinos | Japonia | J1 League | 32    | 3      |
| 1999  | Yokohama F. Marinos | Japonia | J1 League | 27    | 3      |
| 2000  | Yokohama F. Marinos | Japonia | J1 League | 30    | 2      |
| 2001  | Yokohama F. Marinos | Japonia | J1 League | 21    | 1      |
| 2002  | Vegalta Sendai      | Japonia | J1 League | 28    | 4      |
| 2003  | Vegalta Sendai      | Japonia | J1 League | 20    | 0      |
| 2004  | Sanfrecce Hiroszima | Japonia | J1 League | 25    | 3      |
| 2005  | Sanfrecce Hiroszima | Japonia | J1 League | 33    | 0      |
| 2006  | Sanfrecce Hiroszima | Japonia | J1 League | 9     | 0      |
| 2006  | Yokohama FC         | Japonia | J2 League | 15    | 1      |
| 2007  | Yokohama FC         | Japonia | J1 League | 18    | 0      |
| 2008  | Gainare Tottori     | Japonia | J3 League | 20    | 0      |

## Kariera reprezentacyjna
Karierę reprezentacyjną rozpoczął 21 maja 1995 w meczu przeciwko reprezentacji Szkocji, zremisowanym 0:0. Rok później wziął udział w Pucharze Azji, na którym zagrał w czterech spotkaniach z Syrią i Uzbekistanem, Chinami i Kuwejtem. 
Był ważnym zawodnikiem reprezentacji podczas eliminacji do Mistrzostw Świata 1998, zakończonych awansem do turnieju. Podczas eliminacji zagrał w 7 spotkaniach, strzelając dwie bramki. Po otrzymaniu powołania na turniej finałowy zagrał w meczu z Jamajką. Mecz z Jamajką był jego ostatnim spotkaniem w reprezentacji. Łącznie Omura w latach 1995–1998 wystąpił w 30 spotkaniach, w których strzelił 4 bramki.
| Mecze i gole w reprezentacji | Mecze i gole w reprezentacji | Mecze i gole w reprezentacji | Mecze i gole w reprezentacji | Mecze i gole w reprezentacji | Mecze i gole w reprezentacji | Mecze i gole w reprezentacji |
| #                            | Data                         | Miasto                       | Przeciwnik                   | Gol                          | Wynik                        | Rozgrywki                    |
| ---------------------------- | ---------------------------- | ---------------------------- | ---------------------------- | ---------------------------- | ---------------------------- | ---------------------------- |
| 1.                           | 21.05.1995                   | Hiroszima                    | Szkocja                      |                              | 0:0                          | towarzyski                   |
| 2.                           | 06.06.1995                   | Liverpool                    | Brazylia                     |                              | 0:3                          | Umbro Cup                    |
| 3.                           | 10.06.1995                   | Nottingham                   | Szwecja                      |                              | 2:2                          | Umbro Cup                    |
| 4.                           | 20.09.1995                   | Tokio                        | Paragwaj                     |                              | 1:2                          | towarzyski                   |
| 5.                           | 10.02.1996                   | Wollongong                   | Australia                    |                              | 4:1                          | towarzyski                   |
| 6.                           | 14.02.1996                   | Melbourne                    | Australia                    |                              | 0:3                          | towarzyski                   |
| 7.                           | 19.02.1996                   | Hongkong                     | Polska                       | Gol                          | 5:0                          | towarzyski                   |
| 8.                           | 22.02.1996                   | Hongkong                     | Szwecja                      | Gol                          | 1:1                          | towarzyski                   |
| 9.                           | 26.05.1996                   | Tokio                        | Jugosławia                   |                              | 1:0                          | towarzyski                   |
| 10.                          | 29.05.1996                   | Fukuoka                      | Meksyk                       |                              | 3:2                          | towarzyski                   |
| 11.                          | 25.08.1996                   | Osaka                        | Urugwaj                      |                              | 5:3                          | towarzyski                   |
| 12.                          | 11.09.1996                   | Tokio                        | Uzbekistan                   |                              | 1:0                          | towarzyski                   |
| 13.                          | 06.12.1996                   | Al-Ajn                       | Syria                        |                              | 2:1                          | Puchar Azji 1996             |
| 14.                          | 09.12.1996                   | Al-Ajn                       | Uzbekistan                   |                              | 4:0                          | Puchar Azji 1996             |
| 15.                          | 12.12.1996                   | Al-Ajn                       | Chiny                        |                              | 1:0                          | Puchar Azji 1996             |
| 16.                          | 15.12.1996                   | Al-Ajn                       | Kuwejt                       |                              | 0:2                          | Puchar Azji 1996             |
| 17.                          | 09.02.1997                   | Bangkok                      | Tajlandia                    |                              | 1:1                          | Puchar Króla Tajlandii       |
| 18.                          | 15.03.1997                   | Bangkok                      | Tajlandia                    |                              | 1:3                          | towarzyski                   |
| 19.                          | 23.03.1997                   | Maskat                       | Oman                         | Gol                          | 1:0                          | El. MŚ 1998                  |
| 20.                          | 25.03.1997                   | Maskat                       | Makau                        |                              | 10:0                         | El. MŚ 1998                  |
| 21.                          | 27.03.1997                   | Maskat                       | Nepal                        | Gol                          | 6:0                          | El. MŚ 1998                  |
| 22.                          | 21.05.1997                   | Tokio                        | Korea Południowa             |                              | 1:1                          | towarzyski                   |
| 23.                          | 07.09.1997                   | Tokio                        | Uzbekistan                   |                              | 6:3                          | El. MŚ 1998                  |
| 24.                          | 19.09.1997                   | Abu Zabi                     | Zjednoczone Emiraty Arabskie |                              | 0:0                          | El. MŚ 1998                  |
| 25.                          | 28.09.1997                   | Tokio                        | Korea Południowa             |                              | 1:2                          | El. MŚ 1998                  |
| 26.                          | 04.10.1997                   | Ałmaty                       | Kazachstan                   |                              | 1:1                          | El. MŚ 1998                  |
| 27.                          | 01.04.1998                   | Seul                         | Korea Południowa             |                              | 1:2                          | towarzyski                   |
| 28.                          | 17.05.1998                   | Tokio                        | Paragwaj                     |                              | 1:1                          | towarzyski                   |
| 29.                          | 03.06.1998                   | Lozanna                      | Jugosławia                   |                              | 0:1                          | towarzyski                   |
| 30.                          | 26.06.1998                   | Lyon                         | Jamajka                      |                              | 1:2                          | MŚ 1998                      |

## Statystyki
| Reprezentacja Japonii | Reprezentacja Japonii | Reprezentacja Japonii |
| Rok                   | Mecze                 | Gole                  |
| --------------------- | --------------------- | --------------------- |
| 1995                  | 4                     | 0                     |
| 1996                  | 12                    | 2                     |
| 1997                  | 10                    | 2                     |
| 1998                  | 4                     | 0                     |
| Razem                 | 30                    | 4                     |

## Kariera trenerska
Omura w 2013 przez kilka miesięcy pracował jako trener w Gainare Tottori.

## Sukcesy
Yokohama F. Marinos
- Mistrzostwo J1 League (1): 1995
- Puchar Ligi Japońskiej (1): 2001

Yokohama FC
- Mistrzostwo J2 League (1): 2006